# Taizhouhua
Taizhouhua is de verzamelnaam van de Zuidelijke Wu-dialecten in de stad Taizhou in de provincie Zhejiang. Het hoofddialect dat het meest op Taizhouhua lijkt, is het Taihuhua.
- Sino-Tibetaanse talen
  - Chinese talen
    - Wu
      - Taizhouhua

## Gebieden waar Taizhouhua wordt gesproken
- Linhai 临海
- Sanmen 三门
- Tiantai 天台
- Xianju 仙居
- Huangyan 黄岩
- Jiaojiang 椒江
- Wenling 温岭
- Yuhuan 玉环
- Leqing 乐清
- Ninghai 宁海